# 전국교육대학생대표자협의회
전국교육대학생대표자협의회(全國敎育大學生代表者協議會)는 1987년 하반기에 건설된 전국 교육대학교 총학생회장들의 협의체로 약칭은 교대협(敎代協)이다. 6월 항쟁과 함께 건설된 전국대학생대표자협의회(全國大學生代表者協議會,약칭 전대협)의 교육대학 부문으로 출발했으나 현재는 상위단체가 없는 독립된 최상위 조직이다. 기치는 '참교육의 자랑찬 선봉대'이다. 2013년 공식적으로 해소하고 전국교육대학생연합 (교대련)으로 조직을 전환했다.

## 역사와 활동
교대협은 6월 항쟁과 함께 건설된 전대협의 교육대학 부문으로 출발했다.

### 1시기 - 교대협 건설기
- 1기: 87년 9월~88년 2월 (의장: 대구교대)
  - 전국적 시각 확보, 자연 발생적 조직운동의 한계가 드러남
  - 주요사업: 문교 5원칙 철폐, 회칙․학칙의 민주적 개정
- 2기: 88년 3월~6월 (의장: 서울교대)
  - 이양의 문제점, 사무국 전망(전국적 연대 모색)
  - 주요사업: 규약 개정, 각 대학 사무국 준비
- 3기: 88년 6월~89년 2월
  - 대중적 사업 모색(소비조합 백서, 기성회비 공개 문제)
  - 사무국 지위 보장, 부분 연대 활성화 전망(교육국 건설과 연대 모색)
- 4기: 89년~90년 2월 (의장 : 공주교대 구자환 총학생회장)
  - 공동투쟁 모색(전교조와 연대), 교종대안 분쇄 투쟁, 전국 교대에 대한 정부의 학원탄압 극심, 등록금 동결 투쟁, 학자 투쟁지원 적극 모색, 교대협 한계 드러남, 전사련․전교조와의 교육연대 틀 마련, 부분 계열 연대강화, 지구별 연대 모색

### 2시기
- 5기: 90년 3월~91년 2월 (의장 : 대구교대 박대권 총학생회장)
  - 교대협 건설 이후 최대 인원의 출범식 참가(전교조 결성과 교종대안에 대한 투쟁의식 고양), 교종대안 철폐 투쟁, 임시 국회 교육법 개악 저지 투쟁, 교대협 첫 상경투쟁, 10․8조치(임용고사 실시 법제화) 반대 40~50일 수업거부 투쟁, 전교조․전사련과 연대 강화)
- 6기: 91년 3월~92년 2월 (의장: 부산교대)
  - 교대협 중앙집행체계의 강화(중앙집행국 건설), 각 대학 교육조직 정비와 체계 강화사업 - 전일적인 교육사업 지도체계 마련 모색, 지구별 사업 실시 - 전주․광주 남북 대동제, 안동대 초등교육과 신설 반대 투쟁, 교과전담제 실시 촉구 투쟁, 조기 영어교육 반대 투쟁 전개, 각 교육주체와의 연대 강화, 전경의 원천봉쇄로 출범식을 서울교대에서 치르지 못하고 서울대로 이동해 성사시킴.
  - 문제점: 일상사업의 부재, 중앙집행국의 논의력/정책력 부재, 기층을 무시한 상층 중심의 사업, 각 대학별 인식 정도와 역량의 차이를 극복하지 못함.
- 7기: 92년 3월~93년 2월
  - 과학생회 강화 모색, 지구간 연대사업 강화, 교대협의 중앙조직체계 완수, 부서별 전국 교대 연석회의(갈래모임) 신설
- 8기: 93년 3월~94년 2월 (의장: 인천교대 장지철 총학생회장)
  - 강의평가제 실시 투쟁 제안, 각 교대 모범사업의 전국화(신입생 예비대학, 교육활동, 조국통일 투쟁), 임용고사 반대 투쟁 전개(이경동․한상용 열사 분신), 수업거부 투쟁 전개, 수업복귀(중심내용: 교육재정 마련, 올바른 임용제도 마련, 교과전담제 실시)

### 3시기 - 교총련 전환기
교총련 건준위시기이다. 전대협의 한총련전환에 맞추어 교대협의 교총련으로 전환이 논의되었다. 임용고사 철폐를 위한 무기한 동맹휴업 총투표가 부결 되면서 조직이 약화되었는데 총학생회 연합으로의 전환이 단결과 실쳔력을 담보한다는 주장이 있었다. 내부 현실을 고려하지 않은 채 외부의 변화를 따라가는식이었고 결과적으로 실패한 실험이 된다.
- 9기(교총련 건준위): 94년 3월~95년 2월 (의장: 광주교대 양동주 총학생회장)
  - 교총련 건준위 차원의 투쟁목표 설정(초등교육의 전문성 인정, 목적교대 사수), 전국교대인 총투표 실시, 교대운동의 상 정립, 총투표의 부결 후 전국적 연대의식의 하향화
- 10기(교총련 건준위): 95년 3월~96년 2월 (의장: 인천교대)
  - 중등 영어교사 초등 영입 반대 투쟁, 전국적 단위의 사업 미비, 일상적 대중사업 미비, 지도력 미비, 교총련에 대한 학우의 인식 변화, 교총련을 중심으로 한 결집력 부족, 각 대학별 사상적 혼란과 입장의 차이를 보임, 교대인 한마당, 전국 열사 추모제 실시(연대투쟁의 방향성과 합일점을 모색했으나 뚜렷한 성과를 남기지 못함)
- 11기(교총련 건준위): 96년 3월
  - 임시 의장의 대중적 선출이 되지 못함. 전국적 연대 모색에 있어서 교총련의 지도 미비, 공동 투쟁에 대한 합일점을 찾지 못하였다. 대학별 교육투쟁 전개.

### 4시기 - 교대협 환원기
- 12기: 97년
  - 교총련 건준위로서의 위상 정립에 실패하고, 다시 교대협으로 전환
- 13기: 98년 (의장: 서울교대 장서문 총학생회장)
  - 교대협 강화를 위한 필요성이 제기되었으며, 이를 위한 교대협 중앙위 회의를 안정적으로 개최. 단절되었던 교대인한마당을 다시 개최하였으며, 이를 통해 교대협을 재건. 하반기에는 노동관리정책으로 추진되던 수습교사제 철회를 위한 투쟁을 전국 교대 공동으로 전개.
- 14기: 99년 (의장: 부산교대 김보영 총학생회장)
  - 교․사대 통폐합 저지 투쟁, 초등교육 정상화 투쟁 전개(4주간의 교대협 동맹휴업 성사, 서울집중 투쟁 전개). 3개 지구 체계를 재도입. 전사련․서사협과 예비교사 공동투쟁본부 결성. 상반기 교대협 출범식, 하반기 교대인 한마당. 연2회 간부대회 개최의 대중운동 틀 마련.
- 15기: 2000년 (의장: 춘천교대 장준걸 총학생회장)
  - 교직발전종합방안 철회를 위한 공청회 투쟁을 전개. 제주도에서 개최된 교종안 6차 공청회에서는 교육정책 수립을 위한 공청회 사상 최초로 학생인 교대협 의장이 예비교사 대표로 발제. 교육대책위에 참가하여 학생진영 공동으로 여름학교를 개최, 교대협 의장이 교육대책위 공동대표를 역임.
- 16기: 2001년 (의장: 광주교대 김구현 총학생회장)
  - 교대학점제 철폐를 위한 10주간의 동맹휴업과 7차례의 상경투쟁 등 강력한 대중투쟁을 전개. 민중연대 투쟁을 지속적으로 전개하였고, 2차례에 걸친 전국 예비교사 한마당을 개최. 교육학생연대 건설에도 참여.
- 17기: 2002년 (의장: 청주교대 이민경 총학생회장)
  - 교육학생연대 공동상임 대표
- 18기: 2003년 (비상대책위원장: 전주교대 오준영 총학생회장)
- 19기: 2004년 (의장: 인천교대 박기현 총학생회장)
  - 미발령자특별법 저지와 하반기 교원양성체제 개편안을 준비하기 위한 경고동맹휴업으로 430예비교사총궐기 진행, <교원양성체제개편안> 하반기 10.29교대협총궐기 및 10.30범국민대회에도 참여하는 등 한 해 두 번의 동맹휴업으로 위력적인 투쟁을 전개함.
- 20기: 2005년 (공동대표: 경인교대 박희진, 춘천교대 박정윤, 부산교대 윤건 총학생회장)
  - 양성임용의 문제를 벗어나 대학구조조정 저지와 WTO교육개방 반대, 신자유주의 반대를 위한 430전국교육주체공동행동
- 21기: 2006년 (의장: 부산교대 전승혁 총학생회장)
  - '학급총량제’를 막아내기 위한 하반기, 전국적인 동맹휴업 전개
- 22기: 2007년 (의장: 대구교대 이호철 총학생회장)
  - 교육부의 중장기 교원수급계획과 교원양성임용 문제 해결을 위한 대응
- 23기: 2008년 (공동대표: 경인교대 경기캠퍼스 김용준, 공주교대 오수민, 부산교대 류승현 총학생회장)
  - 3.28 전국대학생공동행동[깨진 링크(과거 내용 찾기)]을 시작으로 이명박 정권의 ‘교육시장화’ 정책을 저지하기 위해 투쟁을 진행함. 3.28 투쟁은 일반대 등록금 문제가 대부분의 투쟁 내용이었기 때문에 실질적인 교육 관련 투쟁이 아니었다는 비판이 많음.
- 24기: 2009년 (의장: 한국교원대 초등교육과 황선명 학생회장)
  - 교대통폐합을 막아내기 위해 노력함.
  - 5.8 이명박 교육정책 반대 - 전국초등예비교사 총궐기를 여의도 산업은행 본점 앞에서 개최하였다. 전국 교대에서 약 7천명의 교대생이 참여하였으며 '교대 통폐합 저지, 교대생 실업해소, 교육재정 확보, 일제고사 반대'를 주장함.
  - OECD 수준의 교육여건 개선과 교육예산 삭감 중단을 요구하며 전국 교대 동맹휴업 투쟁을 전개함.
- 25기 : 2010년 (의장: 경인교육대학교 경기캠퍼스 신웅식 총학생회장)
  - 여러 논쟁점들에 대해서 관망하는 태도를 보여 비판을 받기도 함.
  - 6.2 지방선거 투표 참여 독려를 위한 유권자 운동에 적극적으로 나섬.
- 26기 : 2011년 (의장: 경인교육대학교 김영환 총학생회장)
  - 출범식을 2011년 4월 30일 서울교육대학교에서 열기로 하였으나, 내부적 문제로 취소됨.
  - 5.27 교대협-전사련 공동으로 전국 교•사대 예비교사 한마당을 개최함.
  - 9.30 교과부의 총장직선제 폐지와 대학 구조조정 정책을 규탄하기 위한 전국 교육대학생 동맹휴업을 진행함.

## 구성
개별 총학생회는 다른 상위단체에 가입해 활동할 수 있으나, 90년대 후반 토론 끝에 교대협은 협의체의 성격이므로 상위 단체에 소속되지 않음을 확실히 했다. 2008년경 실천적으로 해소된 전국국립사범대학학생연합(약칭 전사련, 전국사범대학생연합(건)과는 다른 조직)은 전대협의 한총련 전환기에 학생회연합으로 전환한 한총련의 사범대학 부문이었다.
각 교대 총학생회장들이 중앙위원의 지위를 가지며 한국교원대 초등교육과는 과학생회장이 중앙위가 된다. 경인교대는 인천캠퍼스와 경기캠퍼스 각각의 총학생회장들이 동일한 권한을 가지고 중앙위가 된다. 제주대 사라캠퍼스의 총학생회장도 중앙위의 권한을 가진다. 만약 각 교대에서 전년도의 총학생회 선거가 무산되어 총학생회를 중앙운영위원회, 총운영위원회의 연석회의가 운영하게 되거나 중운위, 총운위를 비상대책위원회로 전환하여 운영하게 되더라도 총학생회장 권한대행인 연석회의 의장이나 비대위원장은 중앙위의 자격을 가진다. 단, 이 경우 교대협 의장선거의 피선거권은 가질 수 없다.
의결기구인 중앙위원회와 함께 집행기구인 집행위원회가 있다. 연대사업국, 사무국, 정책국등을 두나 집행국의 구성은 고정적으로 정해져 있지 않고 유동적이다.

## 교육대학교의 총학생회 구성

### 교대 총학생회의 특수성
87년 형식적 민주화의 과정에서 교대 총학생회가 크게 기여한 부분이 없었기에 초기 학생회 활동가들 사이에선 부채감이 있었다. 박선영열사의 경우도 서울교대 출신(수학교육과 85학번)이긴 하지만 외부 조직에서 활동했고, 당시 서울교대 내의 조직 활동은 미약한 수준이었다.
대부분의 대학과 마찬가지로 학도호국단이 총학생회를 대신하고 있었으며 각 과까지 학군단이 자리잡고 있었다. 학생 자주적인 총학생회를 건설하려는 노력이 없었던 것은 아니나 87년 형식적 민주화 이후에도 어용 총학생회가 자리잡고 있는 교대가 많았다. 대부분의 교대에서는 초기에 총학생회 민주화를 위한 싸움부터 시작했다. 과학생회의 경우는 더 오랫동안 스스로 학생자치 기구임을 선언하지 못했는데, 90년대 말까지도 많은수의 과학생회는 '학회'의 이름으로 존재했었다.
90년대말 학부제의 실시로 수많은 학생사회가 힘을 잃을 때에도 과학생회 단위가 잘 살아 있었고, 김대중 정권 당시 이해찬 교육부 장관의 "나이 든 교사 하나 쓸 돈이면 젊은 교사 셋을 쓴다"는 유명한 말과 함께 실시한 교원 정년단축으로 초등교사 부족사태가 발생하면서 학생들의 취업문제가 보장되 2000년대 초중반까지 상대적으로 건전한 학생사회가 유지되었다.
교대는 일반 종합대와는 달리 1개의 단과대학으로만 구성이 되어있어 총학생회가 일반적인 단대 학생회가 하는 수준의 사업까지 책임을 지는 경우가 많다. 단운위가 없고 각 과의 학생회장들이 중운위가 된다.
99%의 과학생회는 3학년이 되는 학번에서 호선으로 정,부과학생회장을 선출하고 총회에서 인준을 한다. 4학기 이상 등록자는 피선거권을 가질 수 있도록 대부분의 과학생회에서 정하고 있으나 후보자 등록을 하고 선거를 치르는 과학생회는 현재 없다고 봐도 무방하다.

### 각 교대 총학생회의 상황

#### 서울교대
2003-06년 4년동안 민중민주계열의 후보가 당선되었다. 2007년 선거는 후보자 등록이 없어서 무산되었다가,  재보궐 선거에서 민족해방계열의 후보가 당선되었다. 2009년 선거는 후보자 등록이 없어서 무산되었다가 2009년 4월 선거를 통해 총학생회가 건설되었다.'박선영 남태현 열사 추모사업회'가 자치기구로 있다. 2010년 선거는 후보자 등록이 없어서 무산되어 과학생회장단과 동아리연합회장으로 구성된 비상대책위원회 체제로 전환해 총학생회를 운영하고 있다. 학교와 총학생회 명칭앞에 붙이는 기치가 민족사향이다. (민족사향 서울교대 XX대 총학생회)
- 2004년 좌파
- 2005년 좌파
- 2006년 좌파
- 2007년 비대위 체제 → 총학생회 건설 (단선)
- 2008년 (단선)
- 2009년 비대위 체제 → 총학생회 건설 (단선)
- 2010년 비대위 체제 → 총학생회 건설 (단선)
- 2011년 비대위 체제 → 총학생회 건설 (경선)
- 2012년 비대위 체제 → 총학생회 건설 (단선)

#### 경인교대
♦ 인천캠퍼스 (~2010)
전통적으로 민족해방계열의 당선이 많았으나, 2007-08년 연속으로 전국학생행진의 민중민주계열이 당선되었다. 하지만 2009년 등록 후보가 없어 총학생회 선거가 무산되어, 과학생회장으로 구성된 총운영위원회를 비상대책위원회 체제로 전환해 총학생회를 운영하고 있다. 2011년 캠퍼스 기능별 특화를 거치면서 양캠퍼스 통합 초대 총학생회가 건설되었다.
- 2006년 자주
- 2007년 좌파
- 2008년 좌파
- 2009년 선거 무산, 총학총사퇴, 비대위 체제
- 2010년 중도좌파

♦ 경기캠퍼스 (2007~2010)
경인교대 경기캠퍼스는 2005년부터 신입생을 받았는데, 2005-06년은 캠퍼스 자치위원회 형태로 운영되었다. 이때 인천캠퍼스에서 파견된 집행국이 자치위의 집행국 역할을 했다. 2006년 말부터 자치위원장이 교대협 중앙위 회의에 의결권 없이 일시적으로 결합하는 경우가 있었다. 첫 신입생이 3학년이 되던 2007년에 초대 총학생회를 건설하였는데, 인천캠퍼스와는 통합 총학생회장을 뽑는 등의 형태가 아닌 별개의 총학생회를 건설하였다. 학보사 등은 학생자치기구가 아니므로 양 캠퍼스에 걸쳐 하나만 있다.
- 2007년 자주
- 2008년 자주
- 2009년 자주
- 2010년 범좌파

♦ 통합 (2011~)
2011년 캠퍼스 기능별 특화로 양 캠퍼스 단일 총학생회가 건설되었다.

#### 춘천교대
춘천교대 총학생회는 90년대 중반 교대를 포함한 대부분의 대학들의 총학생회가 총대의원회 체제에서 전체학생대표자회의 체제로 전환할 때 전환하지 않아 현재도 총대의원회가 유지되고 있고 총학생회 선거시 선거관리위원회도 전학대회나 중운위가 아닌 총대의원회가 전환하여 구성된다. 하지만 총대의원회는 실질적으로 그 기능을 하지 못하고 있다는 비판이 있다. 전학대회 수준의 의결, 승인 기구가 없고 최근 총대의원회는 비교적 간단히 총학생회의 예산, 사업계획을 승인해 주므로 이를 악용해 대내외적으로 총학생회의 사업을 알리고 학우들에게 승인 받아야 할 의무를 소홀히 하는 경우도 있었다. 자치언론인 교지의 편집장과 독립자치기구들의 대표자도 중운위의 구성원이다. 예산자치제는 실시되고 있다. 학교와 총학생회 명칭앞에 붙이는 기치가 민중이나, 최근 민족해방성향의 총학생회가 많이 당선이 되면서 민족사도를 기치로 붙이는 경우가 많았다. (민족사도 춘천교대 XX대 총학생회)
- 1998년 자주
- 1999년 선거 무산, 비대위 체제
- 2000년 교육운동 (경선)
- 2001년 좌파 (경선)
- 2002년 비운동권
- 2003년 자주 (단선)
- 2004년 자주 (단선)
- 2005년 자주 (단선)
- 2006년 자주 (단선)
- 2007년 선거 무산, 비대위 체제
- 2008년 선거 무산, 비대위 체제
- 2009년 선거 무산, 비대위 체제
- 2010년 (3월 재보궐 선거, 단선)

#### 청주교대
2009년도 총학생회 선거에서는 교대협과의 연대를 주요 공약으로 내건 맨투맨 선거운동본부(총학생회장 : 서승우, 부학생회장 : 이광호)가 단독 출마하였으며 연장투표 끝에 당선되었다. 학교와 총학생회 명칭앞에 붙이는 기치가 애국이다. (애국 청주교대 XX대 총학생회)
2010년도 총학생회 선거에서는 청주교대 통폐합 반대를 최우선 공약으로 내건 함께뛰는 선거운동본부(총학생회장 : 이광호, 부학생회장 : 송도)가 당선되었다.
2011년도 총학생회 선거에서는 전년도의 공약을 이어받아 실현하고 사회의 기타 교육여건 개선에 헌신하고자 선거운동본부(총학생회장 : 송도, 부총학생회장 : 박정훈)가 출범하였다.

#### 공주교대
2010년도 총학선거에 단 한명의 후보도 입후보하지 아니하여 총학이 구성되지 아니한고로 비상대책위원회가 구성되어 있고 비상대책위원회 위원은 각 학과의 회장과 부회장이, 위원장은 초등미술교육과 김민선이 담당하고 있다. 공주교대비대위는 2011년 4월 3일 전체학생총회에서 만장일치로 인준되었는데, 4월 4일 비대위전체회의에서 현재 충남대학교와 공주대학교와의 통폐합이 사실상 결정되어 이에 대해 그리고 날치기로 진행된 통폐합 과정에 대해 반대입장을 천명하고 전체 학생들이 참여하는 투쟁을 진행하기로 결정하였으며, 5월 중으로 전교생을 대상으로 한 통폐합반대 설명회를 청목관 정화홀에서 열기로 결의하였다. 학교와 총학생회 명칭앞에 붙이는 기치가 애국이다. (애국 공주교대 XX대 총학생회)
- 1997년 관선, 총학설립
- 1998년 관선, 총학
- 1999년 관선, 총학
- 2000년 관선, 총학
- 2001년 관선, 총학
- 2002년 집부간선, 총학
- 2003년 집부간선, 총학
- 2004년 민선(간선), 총학
- 2005년 민선(간선), 총학
- 2006년 민선(직선), 총학
- 2007년 유일입후보, 민선(직선), 총학 붕괴, 비대위체제
- 2008년 민선(직선), 총학
- 2009년 민선(직선), 총학
- 2010년 입후보한 후보 없음, 비대위체제
- 2011년 입후보한 후보 없음, 비대위체제
- 2012년 민선(직선), 총학

#### 대구교대
학교와 총학생회 명칭앞에 붙이는 기치가 민족이다. (민족 대구교대 XX대 총학생회)

#### 전주교대
2007년 민족해방성향의 두 선본이 경선하였는데, 민중민주성향의 활동가가 도움을 준 선본이 당선되었다.

#### 광주교대
'한상용 이경동 열사 추모사업회'가 자치기구로 있다. 두 열사는 임용고사 철폐를 위해 분신했다.

#### 부산교대
학교와 총학생회 명칭앞에 붙이는 기치가 민족사도이다. (민족사도 부산교대 XX대 총학생회)

#### 진주교대
진주교대는 경상남도 진주시 신안동에 위치하고 있는 교대이다. 1963년 1월 1일 설치인가를 받고 3월 1일 개교하였다. 따라서 진주교대 학사 일정 중 개교일로 쉬는 날은 없을 것이라고 생각하지만, 매년 3월 8일이 개교기념일로 지정되어 운영되고 있다.
진주교대 총학생회장단은 특정 정파에 소속되어 있지 않은 경우가 많았다. 다만 진주교대와 총학생회 앞에 붙는 기치가 애국이다.
또한 대부분 경선이 아닌 단선으로 찬반투표로 총학생회가 구성되는 경우가 많다. 06년도와 07년도에는 총학생회기구가 세워졌으나, 08년도부터 총학생회기구가 세워지지 않고 비대위 체제로 진행되었다. 그러다가 12년도부터 총학생회기구가 부활하였다.
총학생회의 목적을 달성하기 위해 학생총회, 중앙운영위원회, 총집행위원회, 감사위원회, 동아리연합회, 각과학생회, 교지편집국을 두고 있다. 또한 중앙운영위원회는 총학생회장, 총학생회부회장, 감사위원장, 동아리연합회장, 각과 학생회장으로 구성되어있어 감사위원장의 역할이 독특하다. 이 구조는 대의원체제를 감사위원회체제로 바꿈으로써 생긴 체제라고 할 수 있겠다.
또한 언론사 기구인 JBS(진주교육대학교 방송국)와 신문사는 총장산하기구로 설립되어 있다. 하지만 교지편집국은 총학생회 산하기구로써 운영되고 있으며 다만 기구 상의 위치로써 존재할 뿐 업무 상으로는 독립적인 존재가 더 크다.
매년 총학생회의 임기는 12월 1일부터 다음해 11월 30일까지이다.
- 2005년 자주 (단선)
- 2006년 자주 (단선)
- 2007년 선거 무산, 비대위 체제
- 2008년 선거 무산, 비대위 체제
- 2009년 선거 무산, 비대위 체제

#### 제주대학교 교육대학(사라캠퍼스)
제주교대는 동아리 연합회가 구성되어 있지않다. 동아리 협의회가 동아리들의 대표기구이다. 학생수가 적은 관계로 총학생회장 선거가 무산되는 경우가 많은데 회칙상 이 경우 중앙운영위가 과학생회장 중에서 호선으로 정,부총학생회장을 선출하도록 되어있다. 그리고 정, 부총학생회장이 나온 과는 별도로 과 학생회장을 선출한다. 다른 교대의 경우도 총학생회 선거가 무산될 경우 중운위를 연석회의나 비상대책위로 전환해 중운위중에서 의장 또는 위원장을 호선으로 뽑고 총학생회장의 권한을 위임받아 권한대행이 되지만, 제주교대의 경우처럼 총,부총학생회장을 선출하는 것은 아니다. 대부분의 교대 총학생회는 총학생회장단이 중운위를 구성하는 과학생회장이나 자치기구장을 겸임 하는 것을 금지하고 있다. 2006-07년 민중민주계열의 총학생회장단이 선출되었다.

#### 한국교원대초등교육과 학생회
한국교원대학교 초등교육과 학생회는 한국교원대 내의 다른 과학생회가 학교 내부 문제에 치중하는 반면 초등교육과 학생회는 교대협 활동도 병행하기 때문에 대내, 대외적인 성향을 함께 갖는다. 한국교원대를 구성하는 24개 과 중 하나이지만 초등교육과 학생회가 추진하는 사업과 영향력은 한국교원대 내에서 가장 크다 할 수 있으며 그 규모도 가장 크다. 초등교육과 3학년 11개 심화(국어, 영어, 수학, 사회, 과학, 음악, 미술, 체육, 도덕, 실과, 교육학)의 대표가 모여 초등교육과 중앙운영위원회를 구성한다. 운영위원 정원은 13명이다. 중앙운영위원장과 부위원장은 과학생회장과 부학생회장이 당연직으로 맡는다. 위원장과 부위원장은 중앙운영위원회에서 발언권만 있을 뿐 투표권이 없다. 학생회 임원과 중앙운영위원은 겸직이 가능하다.
2011학년도에 당선된 한국교원대학교 초등교육과 학생회장단은 특별한 정치적 성향을 띠지 않고 대외적인 활동은 거의 없이 대내 활동에 치중하고 있다.

#### 이화여대사범대학초등교육과 학생회
이화여대 사범대학 초등교육과 학생회는 2001년 교대협과의 트러블로 교대협에서 탈퇴하였다. 2006년 하반기 전국 교대 동맹휴업 때 일시적으로 중앙위 회의에 참석하고 교대협에 복귀했으나 이후 교대협에서의 활동은 사실상 없다.

## 일상 사업
방학중에 상하반기 간부대회를 연다. 교대협 출범식과 교대인 한마당을 정기적으로 개최했으나, 최근 내부 역량의 한계로 개최하지 못하는 경우가 있었다.

### 교대인 한마당
교대인 한마당은 교대협에 하반기 대중사업으로 1995년 인천교대에서 ‘교대인 한마당’이라는 이름으로 개최하면서 시작되었다. 초등예비교사들의 삶과 문화, 교육에 대한 고민을 넓게 풀어내는 대동의 한마당으로 교대협 출범식과 더불어 교대협의 양대 사업이다.
- 1995년 - 인천교대
- 1996년 - 서울교대
- 1997년 - 교총련(준)의 건설 실패로 무산.
- 1998년 - 청주교대. 수습교사 반대투쟁을 전개하면서 재개. 전교조 충북지부 교사들이 다수 참가하는 등 단절되었던 전교조와의 연대운동이 복구되는 계기가 됨. 다수의 사복경찰들이 학내에 들어와 행사를 감시하는 등의 탄압을 받기도 함.
- 1999년 - 광주교대
- 2000년 - 인천교대
- 2001년 - 부산교대
- 2002년 - 춘천교대
- 2003년 - 진주교대
- 2004년 - 서울교대
- 2005년 - 공주교대
- 2006년 -

## 의장 선거
겨울 방학중 중앙위원중 입후보자를 받아 상반기 간부대회에서 선출한다. 선거권,피선거권 모두 중앙위에게만 있었으나, 2007년 선거부터 피선거권은 그대로이나 선거권이 각 학교 중운위(과학생회장만 포함, 자치기구장이 단위학교에서 중운위 구성원이어도 인정하지 않음)로 확대되었다. 선거권 확대를 두고 교총련식의 학생회 연합으로 전환을 논의하는 것인지 문제제기를 한 그룹이 있었으나, 선거권 확대를 제안한 그룹은 민주주의의 확대의 개념이라는 입장이었다.

## 의의와 한계, 비판
교대운동의 교대협, 총학생회 중심성(모든 활동을 교대협, 총학생회 중심으로 사고)

초등교육 혹은 교육 부문에서만 활동(다른 학생운동 단체와의 연대활동이 활발하지 않음)

## 교대협 진군가
분열된 조국의 역사 쓰러진 아이들의 여린눈망울 / 그대가 살아가며 할일 무언가 영광된 내일을 위해 / 이땅의 교육을 짊어질 당당한 이만청춘 예비교사여 / 억압의 세월을 떨쳐버리고 교대협 깃발 아래 서라 / 아 아 그대의 용기 그 누가 꺽으려고 해도 / 오늘 그대 잊지는 말아라 아해사랑 굳은 맹세 / 나가자 교대협이여 교육해방 그날을 위해 / 자랑찬 참교육 선봉대 교대협이여 영원하라— 교대협 진군가 (글,곡 부산교대 노래패 아침)

## 같이 보기
- 교육대학교
- 2001년 전국교육대학생 총동맹휴업
- 1999년 전국교육대학생 총동맹휴업
- 전대협
- 한총련

## 참조
1. ↑  전국 11개 교대생 수업거부 무산 연합뉴스 1994년 9월 8일